# Carlos Ortiz (futsal)
Ne doit pas être confondu avec Carlos Ortiz.
Carlos Ortiz Jiménez, né le 3 octobre 1983 à Madrid, est un joueur international espagnol de futsal évoluant au poste de défenseur.
Au début de sa carrière, Ortiz évolue dans plusieurs clubs espagnols sans rester plus de deux saisons dans le même. Cela jusqu'en 2008 où il intègre l'Inter Fútbol Sala. Avec cette équipe, il remporte tous les trophées possibles dont une Coupe intercontinentale, trois Coupes de l'UEFA et cinq Ligas. En 2020, il quitte pour la première fois son pays et intègre le club français d'ACCS.
International espagnol à partir de 2007, Carlos Ortiz remporte quatre Coupes d'Europe et deux médailles d'argent aux Coupes du monde 2008 et 2012.

## Biographie
En 2020, alors capitaine de l'Inter Movistar et après douze saisons consécutives à porter le maillot de l'équipe la plus titrée d'Espagne, Carlos Ortiz suit son coéquipier Ricardinho à l'ACCS Paris 92. Il remporte le championnat de France et quitte le club en fin de saison.
Au terme de l'édition 2022, Ortiz conclut son septième Euro de futsal, un record, dont quatre remportés. Il est logiquement le joueur le plus capé (35 sélections en phase finale, 55 qualifications comprises). Le capitaine espagnol fait alors sa 215e et dernière apparition en équipe d'Espagne après quinze ans de carrière internationale.

## Palmarès
Sur le plan individuel, Carlos Ortiz Jiménez reçoit l'Ordre royal du mérite sportif espagnol en septembre 2013. Il est nommé capitaine de l'Inter Movistar et de la équipe d'Espagne de futsal. Il est aussi élu révélation de l'année par la Fédération espagnole au terme de la saison 2006-2007.
Avec l'Inter Movistar, Ortiz remporte notamment cinq fois la Liga espagnole et la Coupe UEFA à trois reprises. Son palmarès avec l'équipe madrilène comprend également quatre Coupes d'Espagne, quatre Supercoupes, une Coupe du Roi et une Coupe intercontinentale.

En équipe nationale, Ortiz remporte quatre Coupes d'Europe et deux médailles d'argent aux Coupes du monde 2008 et 2012.
| En équipe nationale | International en club | National en club |
| --- | --- | --- |
| - Coupe du monde - Finaliste : 2008 et 2012 - Championnat d'Europe (4) - Champion : 2007, 2010, 2012 et 2016 - Finaliste : 2018 - Troisième : 2014 | - Coupe intercontinentale (1) - Vainqueur : 2011 - Coupe UEFA (3) - Vainqueur : 2009, 2017 et 2018 - Finaliste : 2010 et 2016 | - Championnat d'Espagne (5) - Vainqueur : 2014, 2015, 2016, 2017, 2018 - Coupe d'Espagne (4) - Vainqueur : 2009, 2014, 2016, 2017 - Supercoupe d'Espagne (4) - Vainqueur : 2011, 2015, 2017, 2018 - Coupe du Roi (1) - Vainqueur : 2015 |